# Helig birma

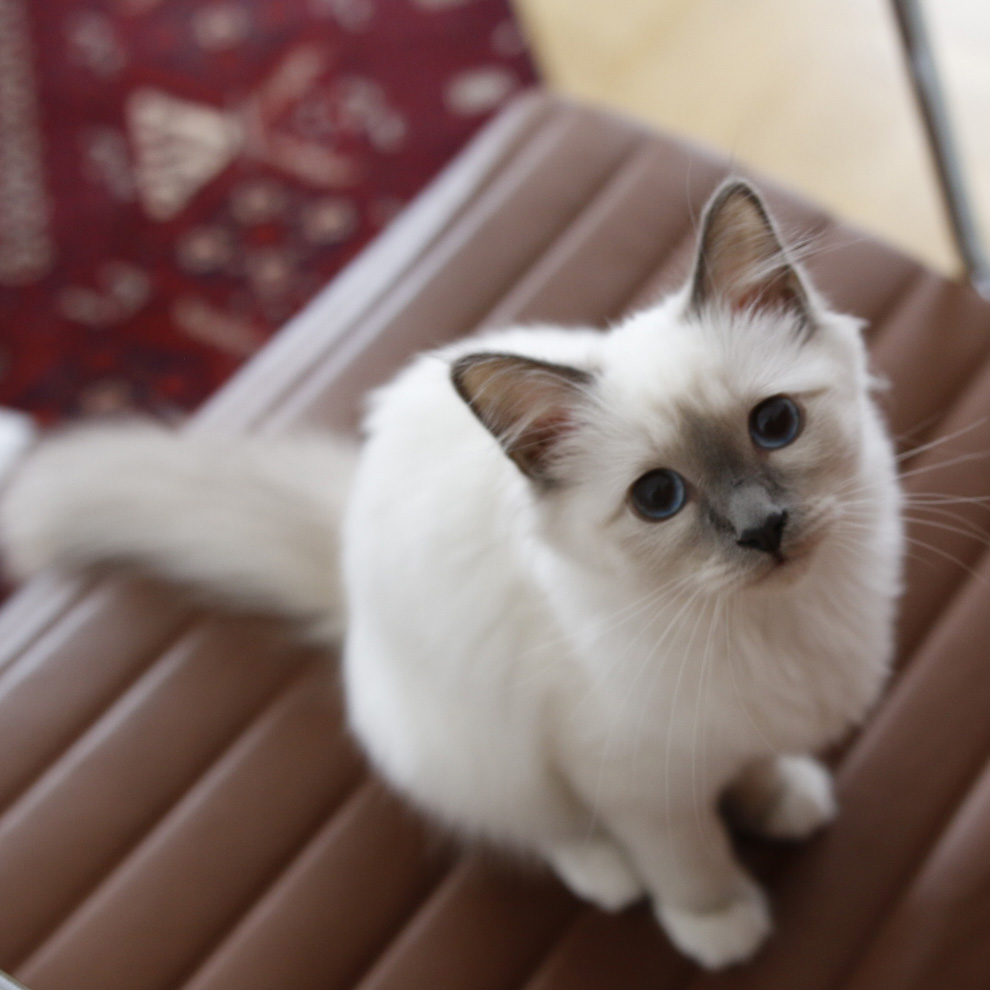
Helig birma, blåmaskad kattunge.

Helig birma är en raskatt med halvlång päls. Den är himalayatecknad, det vill säga att ansiktet, öronen, svansen och benen har en mörkare färg än kroppen, som ska vara svagt ljust färgad i en färg som stämmer med himalayateckningen. Maskfärgen (även kallad pointfärg) på en ung katt visar sig som en mindre fläck på nosen och vidgar sig med åldern. 
Masktyperna benämns som solid (enfärgad), tabby (randig) och sköldpadd (oregelbundet färgad).

## Historia
Det är känt hur birman har skapats i början av 1900-talet genom selektiv avel av siameser och colourpointperser med vita tassar. I de blandkullar som föddes så räknades de med vita tassar som birmor, medan de med helt bruna tassar räknades som perser. En av de första kända birmorna som finns på bild är Poupée de Madalpour, en brunmaskad honkatt. Hela historien om birmans uppkomst finns att läsa i The secrets of the sacred cat of Burma, skriven av Gisele Barnay/Simone Poirier översatt från franska till engelska av Alwyn Hill.

## Typ
I typen skall birman vara något lång och robust i sin kropp. Benen skall vara relativt korta. Huvud skall vara brett med medium nos, utan stop (som persern har), ögonen mandelformade med en djupblå färg. Pälsen skall vara lång men i stort sett sakna underull.